# Familie Benthin
Familie Benthin ist ein deutscher Spielfilm der DEFA von Slatan Dudow, Kurt Maetzig und Richard Groschopp aus dem Jahr 1950. Er entstand als Prestigeprojekt anlässlich der Gründung der DDR 1949.

## Handlung
Zwei Familiengeschichten verbinden sich kurz nach Ende des Zweiten Weltkriegs in Deutschland: Gustav und Olga Benthin leben mit ihrer Tochter Ursel in Magdeburg neben Annemarie Naumann und ihren Söhnen Peter, Klaus und Hanno sowie Tochter Hede. Gustav Benthin führt die Firma Merkur, die sich mit dem Schmuggel von Waren in den Westen befasst. In Braunschweig wiederum lebt und arbeitet Bruder Theo Benthin, der Gustav dafür bezahlt, möglichst viel im scheinbar bankrotten Osten aufzukaufen, um die Waren anschließend gewinnbringend weiterveräußern zu können. Ein Teil der Geschäfte läuft über eine Zweigstelle der Merkur-Werke in Berlin. Zunächst arbeitet Peter für Gustav als Fahrer und schmuggelt Waren nach Berlin oder über die Grenze in den Westen. Peter wirbt wiederum Klaus an. Er verdient sich Geld, indem er Flüchtlinge über die Grenze bringt. Die junge Hede geht als Kosmetikerin mit ihrem Freund in den Westen und es scheint ihr gut zu gehen.
Der Westen will den Osten durch fehlende Rohstofflieferungen ausbluten lassen. Bald stehen die Öfen im Stahlwerk Berghammer still, weil Kohle fehlt. Auch das dem Werk angeschlossene Klinikum kann nicht arbeiten, weil jegliches medizinisches Gerät fehlt. Chefarzt der Klinik ist Dr. Benthin, der dritte der Brüder Benthin. Er sollte die Klinikeinrichtung von Dr. Fitsching übernehmen, der seine Klinik aufgeben will. Fitsching jedoch verkauft an Gustav, und Theo versucht, Nachforschungen von staatlicher Seite durch eine Rückgabe der Einrichtung zu unterbinden. Längst ist die Polizei Gustav und Theo Benthin auf den Fersen. Dr. Fitsching flieht mit Klaus’ Hilfe über die Grenze. Klaus’ kleiner Bruder Hanno erkrankt jedoch plötzlich schwer und müsste notoperiert werden. Weil die Ärzte vergeblich auf Dr. Fitsching warten, stirbt Hanno. Theo und Gustav wiederum verspekulieren sich im Zuge der Währungsreform. Sie legen ihr Vermögen in wertlosen Maschinen an, doch ihr eigener Geldgeber will ihnen die Ware nicht abnehmen. Die Merkur-Werke sind bankrott, zumal Gustav unvorsichtig agiert und schließlich von der Polizei festgenommen wird. Theo muss sich mit seinem Kreditgeber Mr. Brown auf einen Handel einlassen: Die Kredite werden in Geschäftsanteile verwandelt und Theo bleibt stiller Geschäftsinhaber bei der Firma Brown. Theo sagt notgedrungen zu.
Klaus wurde bei einer Flüchtlingshilfe gestellt. Er muss sich im Stahlwerk Berghammer bewähren. Er fängt als Neuarbeiter an und zeigt sich nach kleineren Anlaufschwierigkeiten als guter Arbeiter. Peter wiederum war nach dem Bankrott von Theos Merkur-Zweigstelle im Westen geblieben und hatte seine Schwester Hede aufgesucht. Sie ist in der Zwischenzeit gesellschaftlich abgestiegen und haust mit anderen Arbeitslosen in einem zur Sammelschlafstätte umfunktionierten Kellerbunker. Da Peter keine Arbeit findet, meldet er sich schließlich zur Fremdenlegion. Hede kehrt mit ihrem Freund in den Osten zurück und beide finden Arbeit im Stahlwerk Berghammer. Klaus, der sich im Beruf qualifizieren darf, kehrt kurz vor seiner Weiterbildung noch einmal nach Hause zurück. Er besorgt seiner Mutter, die ehemals Pflegerin war und nun Zeitschriften austrägt, eine Stelle als Pflegerin in Dr. Benthins Klinik. Hier ist auch Gustav Benthins Tochter Ursel geblieben, die inzwischen mit Klaus ein Paar ist. Sie will Medizin studieren und im Osten bleiben.
Die Deutsche Demokratische Republik wird gegründet. Zahlreiche Arbeiter gehen mit Transparenten auf die Straßen und auch Hede und Klaus sind unter den Menschenmassen. Annemarie Naumann jedoch erhält eine Mitteilung, dass ihr Sohn Peter als Fremdenlegionär für Frankreich in Vietnam gefallen sei. Sie bricht in Tränen aus, gewinnt jedoch ihre Fassung beim Blick auf die Menschenmassen wieder.

## Produktion
Familie Benthin wurde von der SED Anfang 1950 als Prestigeprojekt anlässlich der Gründung der DDR in Auftrag gegeben. Ursprünglich sollte Wolfgang Staudte Regie führen, doch sagte er ab. Daraufhin wurde Slatan Dudow im Mai 1950 mit der Regie beauftragt und musste dafür sein Projekt Immer bereit aufgeben. Dudow stellte die Bedingung, in den Credits nicht als Regisseur genannt zu werden. Vorher hatte er vergeblich gegen eine Regieübernahme protestiert, erkannte er doch die Schwächen des Drehbuchs. Er erhielt später Unterstützung von Kurt Maetzig, während Richard Groschopp Nachtaufnahmen zum Film beisteuerte. Er wird in den Credits nicht als Regisseur genannt, während Maetzig und Dudow nach einem Bittbrief Anton Ackermanns einer Nennung unter Auflagen (Formulierung: „Regie führte ein Kollektiv unter der Leitung von …“) zustimmten.
Familie Benthin wurde ab Juni 1950 im Atelier Berlin-Johannisthal sowie in Berlin und Umgebung gedreht. Für die Dramaturgie waren Joachim Barckhausen und Alexander Graf Stenbock-Fermor verantwortlich. Die Filmbauten stammen von Erich Zander, Wilhelm Depenau, Karl Schneider und Artur Schwarz, die Kostüme schuf Georg Schott. Die Trickkameraarbeit stammt von Ernst Kunstmann. Der Film erlebte am 8. September 1950 im Leipziger Capitol seine Filmpremiere und kam am 15. September 1950 in die Kinos der DDR. Er lief damit rechtzeitig vor den Wahlen 1950 an, was als Deadline des Films von der SED vorgegeben worden war. Im Mai 2004 wurde er durch Icestorm auf DVD veröffentlicht.

## Kritik
Ralf Schenk schrieb, dass die Figuren „holzschnittartig angelegt [seien], scharf in Gut und Böse getrennt“.
Für den film-dienst war Familie Benthin ein „Agitations-Krimi mit klarer Gut-Böse-Zeichnung. Nur noch als zeitgeschichtliches Dokument über das Kino im Kalten Krieg brauchbar.“